# Milicia excelsa
Espèce
Classification phylogénétique
Statut de conservation UICN

 NT  : Quasi menacé
Milicia excelsa (ou Chlorophora excelsa ; synonyme) ou Iroko (nom vernaculaire le plus commun) est une espèce de plantes à fleurs de la famille des Moraceae.
C'est un arbre originaire d'Afrique subsaharienne notamment : Angola, Bénin, Cameroun, Côte d'Ivoire, Éthiopie, Gabon, Guinée-Bissau, Kenya, Malawi, Mozambique, Nigeria, Ouganda, République centrafricaine, Tanzanie,  Zambie et Zimbabwe.
C'est une espèce quasi-menacée.

## Noms vernaculaires
Il est principalement désigné sous le nom d'« iroko » mais est également rencontré sous les noms suivants:
- Semli (Sierra Leone, Liberia),
- Iroko (Côte d’Ivoire),
- Odoum (Ghana),
- Rokko, Oroko (Nigeria),
- loko (Bénin)
- Logoti (Togo)

- Abang, Mandji (Cameroun, Gabon),
- Mereira (Angola), kambala (Congo),
- Mvule (Afrique de l’Est) ;
- Lusanga, Mokongo, Molundu, Mvuli, Tule mufala, etc.

De même, Milicia regia prend aussi ce nom vernaculaire.
Elle est utilisée pour son bois, l'iroko.

## Synonyme
- Chlorophora excelsa  (Welw.) Benth.

## Usages

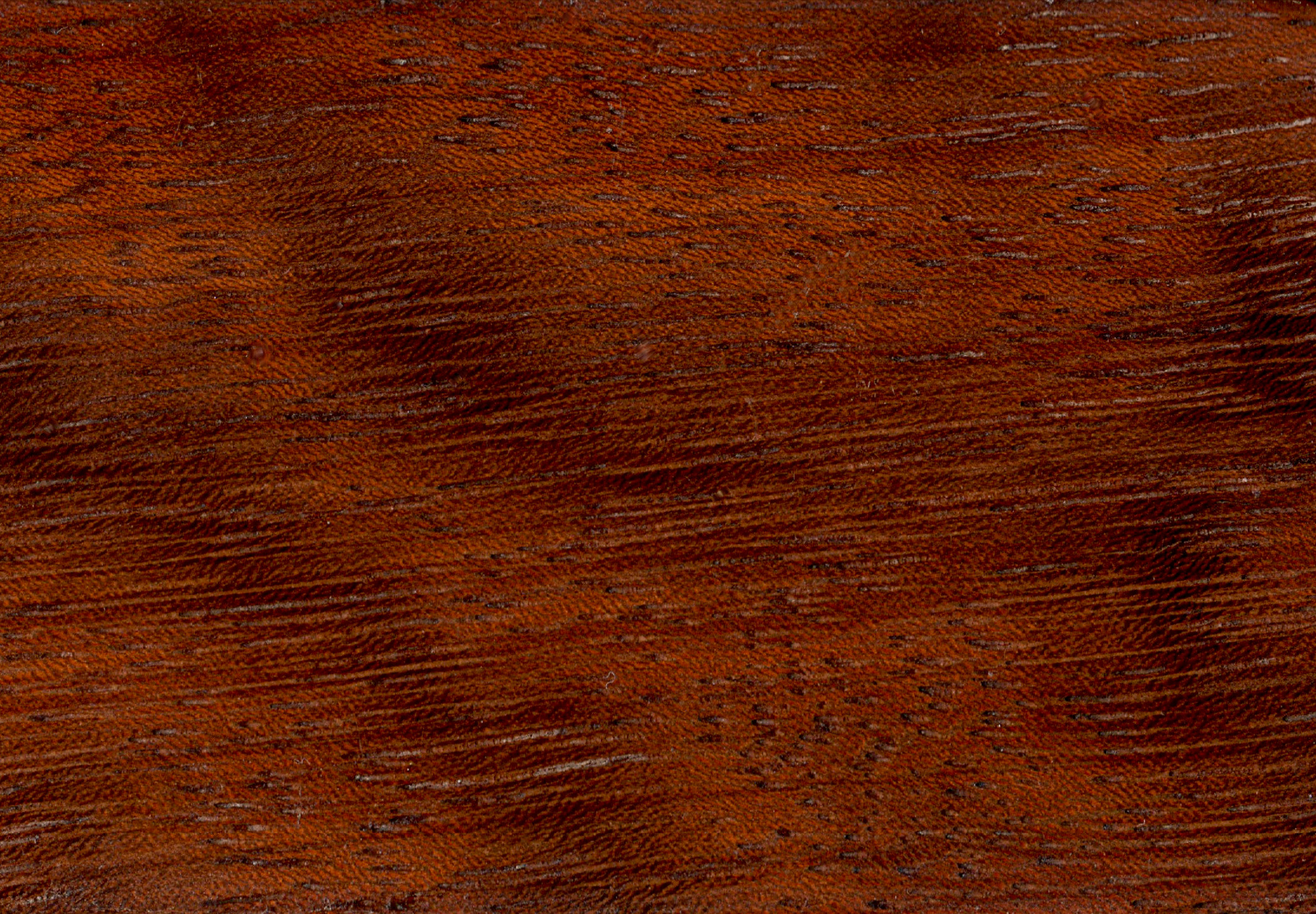
Bois d'iroko, neuf (Au soleil, et sous l'action des intempéries, sa couleur jaune/brun s'atténue peu à peu).

C'est un bois blond, vendu dans le monde entier comme bois exotique provenant d'Afrique, au tissage fin et aux veines discrètes.
Ses propriétés en font un bois exceptionnel.
Il est particulièrement apprécié pour la construction de meubles surtout d'extérieur, pour les parquets, les boiseries. L'ébénisterie apprécie son grain.
Au Bénin, aire culturelle du vaudou, l'iroko est un arbre fétiche respecté et craint. Ainsi la sacralisation constitue le moyen fondamental de conservation de l'arbre par les populations locales.

Irokos sacrés au Bénin.
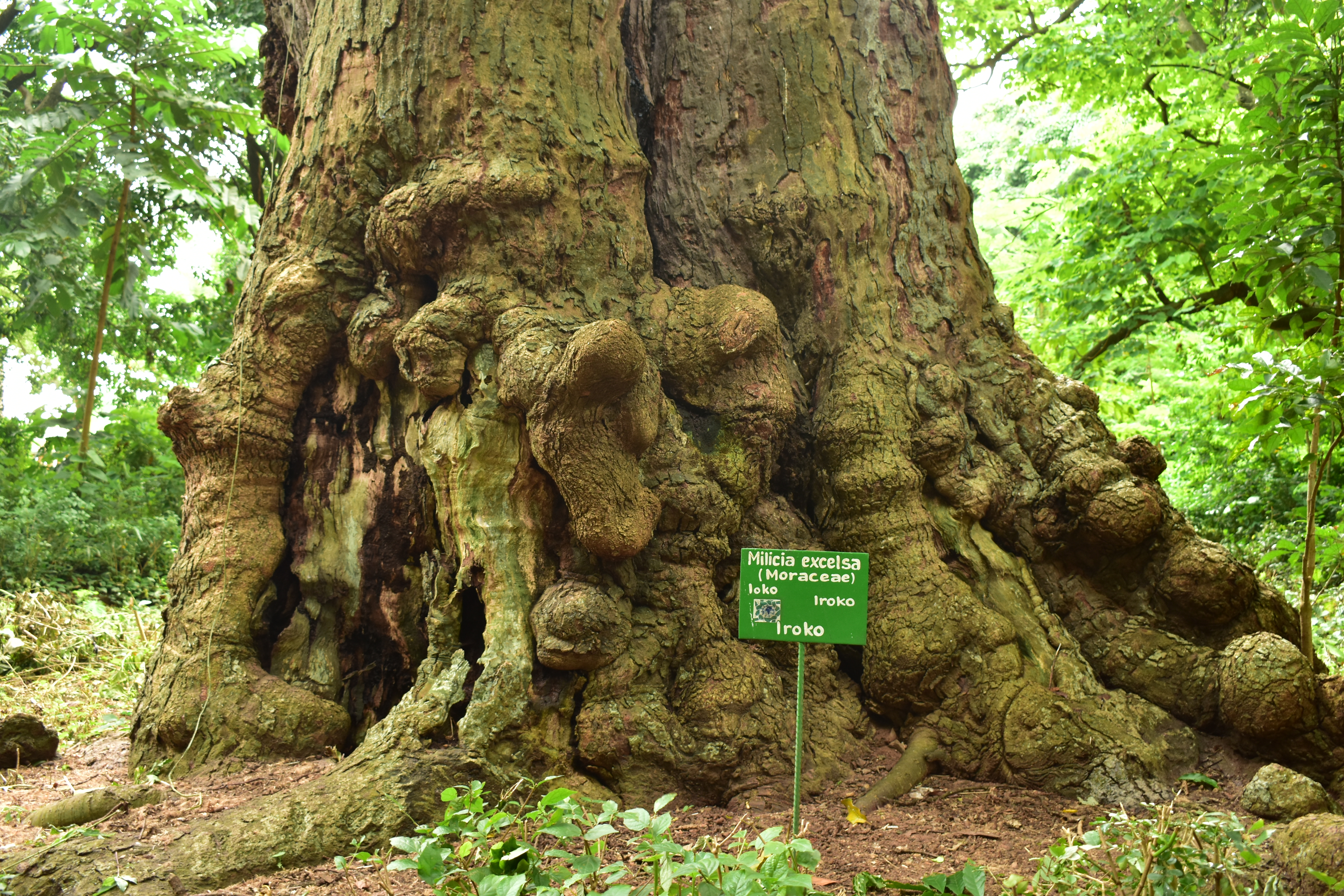
Jardin des plantes et de la nature à Porto-Novo.
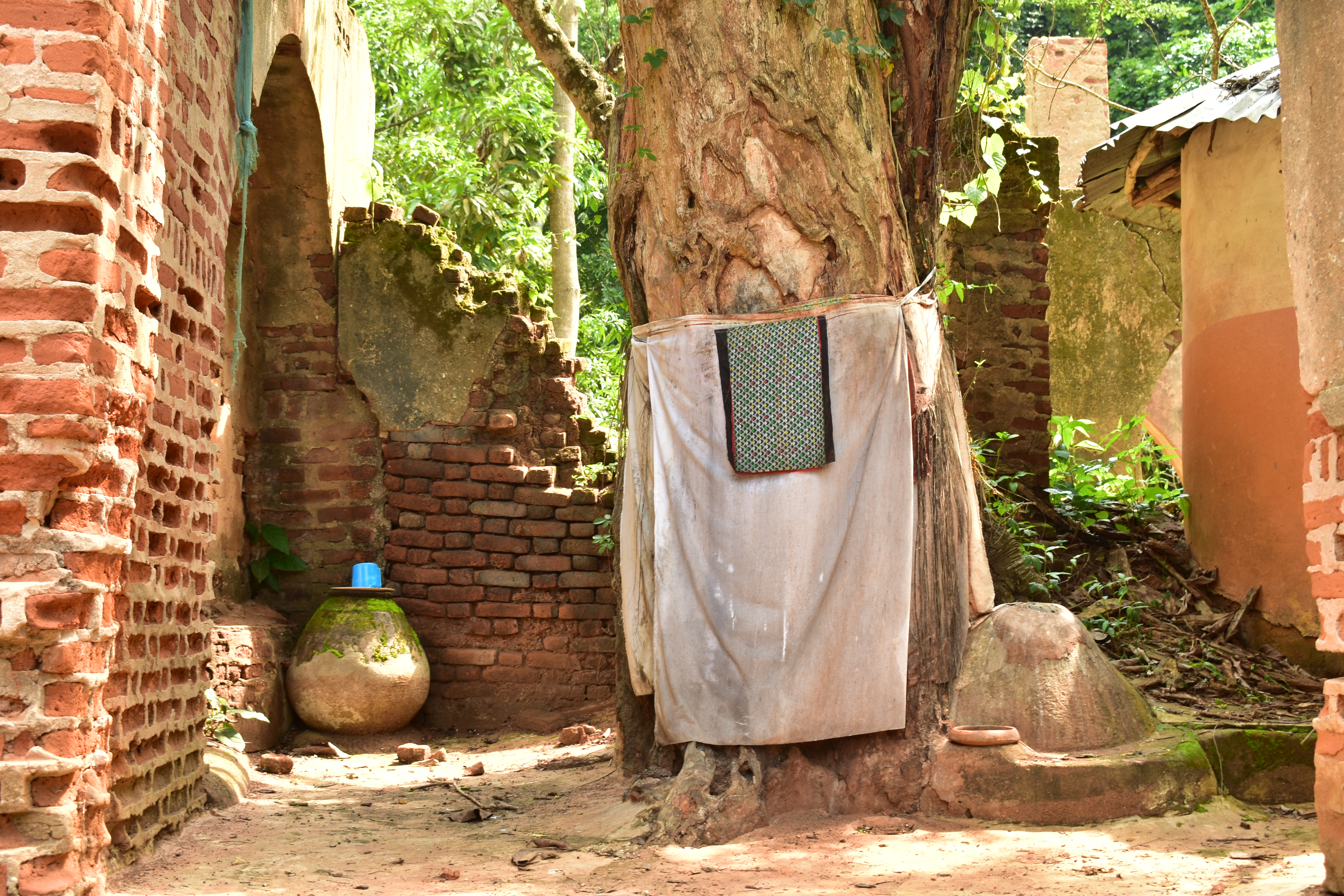
Forêt sacrée de Kpassè.
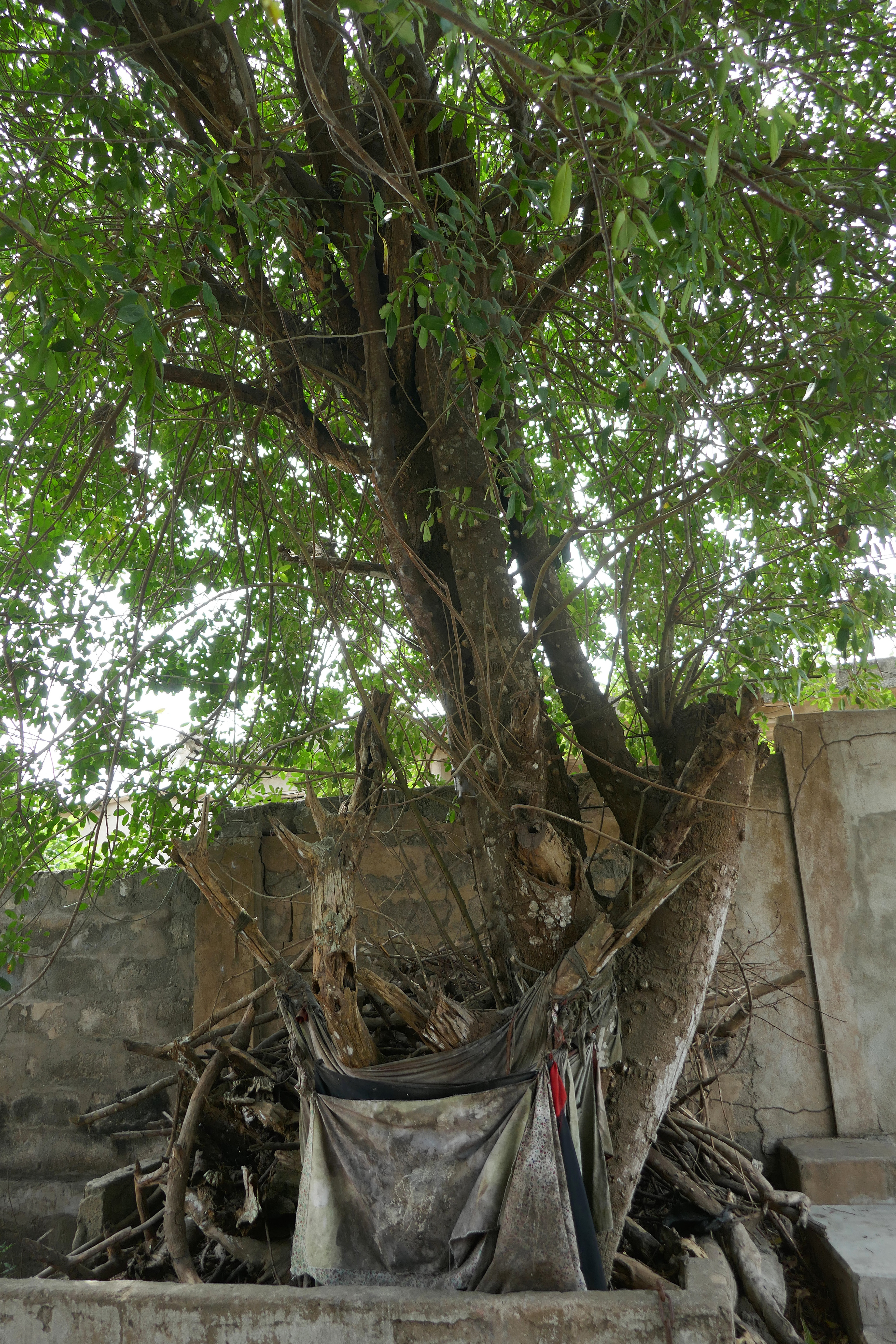
Hévé (Grand-Popo).
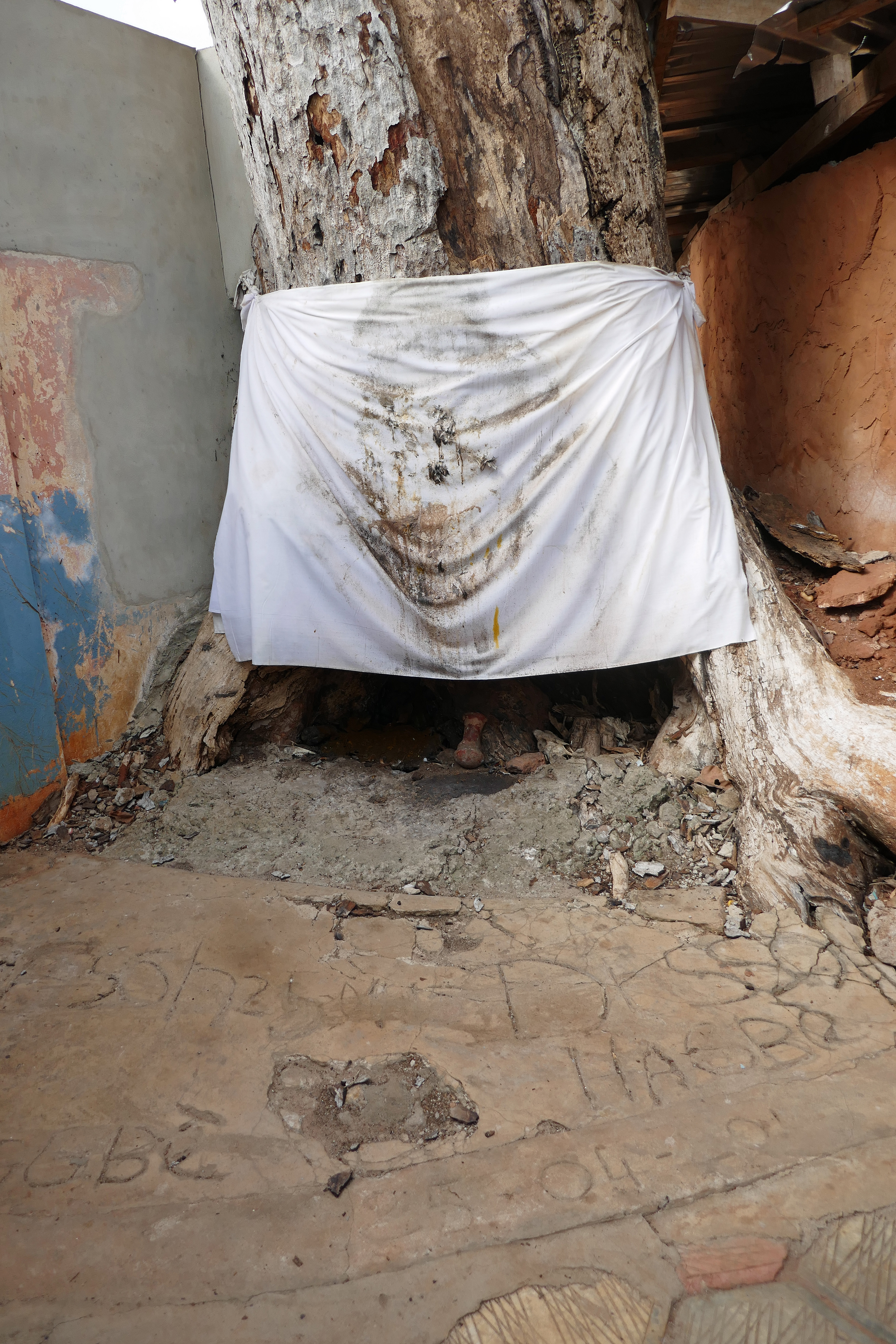
Temple des Pythons à Ouidah.

## Stockage deCO2
L'Iroko fait partie des arbres oxalogènes, il stocke le CO2 sous forme de cristaux d’oxalate de calcium. Quand l’arbre se décompose les cristaux se dégradent en calcaire.

## Allergies
Comme celles de tous les bois la poussière produite par le sciage ou ponçage peut provoquer des allergies ou aggraver l'asthme, mais certaines molécules contenues dans ce bois peuvent aussi causer des dermatites